# 唐景亮
唐景亮，直隸嘉定縣人，明朝政治人物。举人出身。

## 生平
萬曆三十一年（1603年）癸卯科應天鄉試舉人。崇祯年间任福建延平府知府。